# Apatania mirabilis
Apatania mirabilis is een schietmot uit de familie Apataniidae. De soort komt voor in het Oriëntaals en het Palearctisch gebied.